# Bloomingdale Mall
Bloomingdale Mall es el primer DVD del cantante estadounidense Jesse McCartney.

## Información
Fue lanzado y grabado en el 2005, en el centro comercial Stratford Square Mall de Bloomingdale, Illinois.

## Contenido
- Bloomingdale Mall :54[2][3]